# Zaomma danzigae
Zaomma danzigae är en stekelart som först beskrevs av Pilipyuk och Trjapitzin 1974.  Zaomma danzigae ingår i släktet Zaomma och familjen sköldlussteklar. Inga underarter finns listade i Catalogue of Life.